# Трилогија Другачија
Трилогија Другачија (енгл. The Divergent Series) трилогија је дугометражних филмова, темељена на романима америчке књижевнице Веронике Рот, Другачија. Дистрибуиран од стране Summit Entertainment-а и Lionsgate Films, серија се састоји од три научнофантастична акциона филма смештена у дистопијско друштво: Другачија, Побуњени и Одани. Продуцирали су их Луси Фишер, Пуја Шабазијан и Даглас Вик.
Главне улоге играју Шејлин Вудли као Беатрис Прајор (Трис) и Тео Џејмс као Тобијас Итон (Четири). Споредне улоге чине Ансел Елгорт, Зои Кравиц и Мајлс Телер. Кејт Винслет игра главног антагонисту у прва два филма. Први филм у серији је режирао Нил Бергер, док је други и трећи режирао Роберт Швентке.
Први део, Другачија (2014), зарадио је преко 288 милиона долара широм света, док је други део, Побуњени (2015), зарадио преко 297 милиона долара широм света. Побуњени је такође био први филм серије који је објављен у IMAX 3D. Трећи део, Одани (2016), зарадио је 179 милиона долара. Тако су прва три филма серије зарадила преко 765 милиона долара широм света. Серија је такође искусила опадајућу наклоност критичара са сваким наредним филмом.

## Споредни глумици и улоге
| Улога                 | Другачија (2014)  | Трилогија Другачија: Побуњени (2015) | Трилогија Другачија: Одани (2016) |
| --------------------- | ----------------- | ------------------------------------ | --------------------------------- |
| Беатрис „Трис” Прајор | Шејлин Вудли      | Шејлин Вудли                         | Шејлин Вудли                      |
| Тобијас „Четири” Итон | Тео Џејмс         | Тео Џејмс                            | Тео Џејмс                         |
| Кристина              | Зои Кравиц        | Зои Кравиц                           | Зои Кравиц                        |
| Питер Хејз            | Мајлс Телер       | Мајлс Телер                          | Мајлс Телер                       |
| Кејлеб Прајор         | Ансел Елгорт      | Ансел Елгорт                         | Ансел Елгорт                      |
| Маркус Итон           | Реј Стивенсон     | Реј Стивенсон                        | Реј Стивенсон                     |
| Тори Ву               | Меги Кју          | Меги Кју                             | Меги Кју                          |
| Џанин Метјуз          | Кејт Винслет      | Кејт Винслет                         |                                   |
| Натали Прајор         | Ешли Џад          | Ешли Џад                             | Ешли Џад                          |
| Ерик Колтер           | Џај Кортни        | Џај Кортни                           |                                   |
| Макс                  | Мекај Фајфер      | Мекај Фајфер                         | Мекај Фајфер                      |
| Вил                   | Бен Лојд-Хјуз     | Бен Лојд-Хјуз                        |                                   |
| Ендру Прајор          | Тони Голдвин      | Тони Голдвин                         |                                   |
| Лорен                 | Жистин Вахсбергер | Жистин Вахсбергер                    |                                   |
| Евелин Џонсон-Итон    |                   | Наоми Вотс                           | Наоми Вотс                        |
| Џоана Рејер           |                   | Октејвија Спенсер                    | Октејвија Спенсер                 |
| Јураја Педрад         |                   | Кејнан Лонсдејл                      | Кејнан Лонсдејл                   |
| Едгар                 |                   | Џони Вестон                          | Џони Вестон                       |
| Дејвид                |                   |                                      | Џеф Данијелс                      |
| Метју                 |                   |                                      | Бил Скарсгорд                     |
| Ал                    | Кристијан Мадсен  |                                      |                                   |
| Моли                  | Ејми Њуболд       |                                      |                                   |
| Едвард                | Едвард Ламб       |                                      |                                   |
| Џек Канг              |                   | Данијел Де Ким                       | Данијел Де Ким                    |
| Марлен                |                   | Суки Вотерхаус                       |                                   |
| Лин                   |                   | Роза Салазар                         |                                   |
| Хектор                |                   | Емџеј Ентони                         |                                   |
| Идит Прајор           |                   | Џенет Мактир                         |                                   |